# لا گرنج
لا گرنج (به انگلیسی: La Grange) یک شهر در ایالات متحده آمریکا است که در شهرستان لویس، میزوری واقع شده‌است. لا گرنج ۴٫۸۲ کیلومتر مربع مساحت و ۹۳۱ نفر جمعیت دارد و ۱۴۹ متر بالاتر از سطح دریا واقع شده‌است.